# Томазо Бенвенути
Томазо Бенвенути (итал. Tommaso Benvenuti; 12. децембар 1990) професионални је рагбиста и репрезентативац Италије, који тренутно игра за енглеског друголигаша Бристол. Висок је 185 цм, тежак је 93 кг и игра у линији на позицији центра. Од 2009. до 2013. играо је за Бенетон (49 утакмица, 68 поена ). Сезону 2013-2014 провео је у француском тиму Перпињану, а у јануару 2015. прешао је у Бристол. За репрезентацију Италије дебитовао је 13. новембра 2010. против Аргентине. Боје Италије је бранио укупно 34 пута и постигао је 20 поена. Играо је на два светска првенства.